# 薛瑞生
薛瑞生（1937年12月11日—2020年6月29日），筆名簡雪庵。陕西蒲城人，中国共产党党员，西北大学中文系教师、教授。《红楼梦》研究学者。曾出任中国红楼梦学会常务理事、中国苏轼研究学会理事、李清照辛弃疾研究会理事、中国词学研究会顾问、杨万里研究会顾问。

## 生平
1937年12月11日，薛瑞生出生在陕西省蒲城县。1957年9月，薛瑞生考入陕西师范大学中文系，1961年9月毕业后分配至陕西师范大学附属中学工作，曾经是中学语文组组长。1970年2月，薛瑞生调入西安市碑林区委办公室任秘书组副组长。1974年8月，薛瑞生出任陕西省委文教部干事。1980年7月，薛瑞生到西北大学中文系任教。1986年6月，薛瑞生被评为副教授，1993年11月晋升教授。1988年，薛瑞生加入中国作家协会。1997年12月，薛瑞生退休。2020年6月29日11时30分，薛瑞生因病在陕西省蒲城县去世，享年83岁。

## 著作
- 柳永; 薛瑞生. . 北京市: 中华书局. 2015. ISBN 9787101109481.

- 柳永; 薛瑞生. . 北京市: 中华书局. 2000. ISBN 9787101096101.

- . 陕西省西安市: 三秦出版社. 2008. ISBN 9787807361442.

- . 天津市: 百花文艺出版社. 1986. ISBN 9788368133653.